# Mario Annoni

Mario Annoni

Mario Annoni (1954) is een Zwitsers politicus.
Mario Annoni is lid van de Vrijzinnig Democratische Partij (FDP) en is lid van de Regeringsraad van het kanton Bern.
Mario Annoni was van 1 juni 1994 tot 31 mei 1995, van 1 juni 1998 tot 31 mei 1999 en van 1 juni 2005 tot 31 mei 2006 voorzitter van de Regeringsraad (dat betekent regeringsleider) van het kanton Bern.